# Comté de Muswellbrook
Le comté de Muswellbrook (en anglais : Muswellbrook Shire) est une zone d'administration locale située dans l'État de Nouvelle-Galles du Sud en Australie, dont le siège est Muswellbrook. 

## Géographie
Le comté s'étend sur 3 406 km2 dans la vallée de l'Hunter, à l'est de la Nouvelle-Galles du Sud. Il est traversé par les Golden et New England Highways et la Hunter line de la CityRail.
Il comprend les villes de Muswellbrook et Denman, ainsi que les localités de Baerami, Kayuga McCullys Gap, Martindale, Merriwa, Muscle Creek, Sandy Hollow, Widden et Wybong.

## Histoire
Le comté de Muswellbrook est créé le 1er juillet 1979 par la fusion de la municipalité de Muswellbrook avec le comté de Denman Shire (qui portait le nom de comté de Muswellbrook entre 1907 et 1968).

## Démographie
| Année | Population |
| ----- | ---------- |
| 2016  | 16 086     |
| 2021  | 16 357     |

## Politique et administration
Le conseil comprend douze membres élus pour quatre ans, qui à leur tour élisent le maire et son adjoint pour deux ans. À la suite des élections du 4 décembre 2021, le conseil est formé d'indépendants.

### Liste des maires
| Période         | Période      | Identité       | Étiquette   | Qualité |
| --------------- | ------------ | -------------- | ----------- | ------- |
| 1979            | 1986         | J.H. Jobling   | Indépendant |         |
| 1986            | 1989         | E.I. Wolfgang  | Indépendant |         |
| 1989            | 1999         | I.E. Seymour   | Indépendant |         |
| 1999            | 2008         | John Colvin    | Indépendant |         |
| septembre 2008  | 2021         | Martin Rush    | Indépendant |         |
| juillet 2021    | janvier 2022 | Rod Scholes    | Indépendant |         |
| 11 janvier 2022 | en cours     | Steve Reynolds | Indépendant |         |

Le comté est rattaché à la circonscription de Hunter pour les élections fédérales et à celle du Haut-Hunter pour les élections à l'Assemblée législative de Nouvelle-Galles du Sud.